# Hansjürg Weder

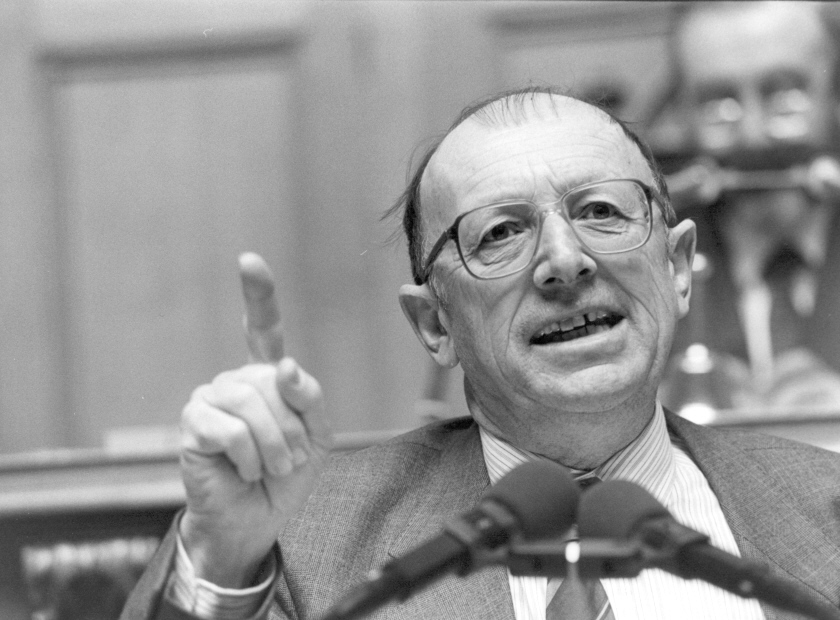
Hansjürg Weder 1990 im Nationalrat

Hansjürg Weder (* 10. August 1928 in Basel; † 7. Januar 2018) war ein Schweizer Natur- und Heimatschützer, Freiwirtschafter und Politiker (LdU).

## Leben
Mit sechzehn Jahren nahm Weder erstmals an einer Veranstaltung von Freiwirtschaftern teil, die in Basel vom Architekten Hans Bernoulli geleitet wurden. Von 1964 bis 1976 war er Basler Grossrat. In den 1970er Jahren stand Weder als Obmann dem Basler Heimatschutz vor. 1975 war er Mitorganisator der Besetzung des Geländes des projektierten Kernkraftwerks Kaiseraugst. Von 1983 bis 1995 gehörte Weder dem Nationalrat an, wo er Mitglied der Finanzkommission war.